# Charles Ardant du Picq
Charles Jean Jacques Joseph Ardant du Picq (19. října 1821 Périgueux – 15. srpna 1870 Mety) byl vojenský teoretik 19. století, plukovník francouzské armády. Jeho myšlenky měly trvalý účinek zejména ve Francii a Spojených státech, ovlivnily jejich vojenské doktríny a operační principy.

## Život
Ardant du Picq pocházel ze starého vojenského rodu původem z Limoges. Po dokončení vojenského vzdělání v Saint-Cyru byl 1. října 1844 povýšen na podporučíka a přidělen k 67. pěchotnímu pluku v Lyonu. 15. května 1848 se stal poručíkem a 15. srpna 1852 kapitánem. 25. prosince 1853 byl převelen k 9. praporu pěších myslivců. Již v následujícím roce se od 29. března 1854 účastnil krymské války, kde brzy onemocněl a musel se vrátit domů. Po uzdravení se vrátil ke své jednotce, která byla mezitím převelena na frontu u Sevastopolu. Během útoku na centrální baštu pevnosti Sevastopol (Fort Malakov) v září 1855 upadl do zajetí, z něhož byl v prosinci propuštěn a okamžitě se vrátil k armádě. 15. února 1856 byl povýšen na majora a s 16. praporem pěších myslivců odešel jako součást francouzských intervenčních sil do Sýrie s cílem dostat pod kontrolu nepokoje Maronitů a Drúzů; v Sýrii působil od srpna 1860 do června 1861. Jako většina jeho vrstevníků Ardant du Picq sloužil také v Alžírsku (1864-66), než byl 27. února 1869 povýšen na plukovníka. Zároveň se stal velitelem 10. pěšího pluku, se kterým pak bojoval ve francouzsko-pruské válce (1870–71). Hned na začátku této války zemřel 15. srpna 1870 v Metách následkem zranění utrpěných během bitvy u Colombey.

## Dílo
Renomé Ardanta du Picqa spočívá mnohem více na jeho spisech než na jeho celkem běžné vojenské kariéře. Již za svého života publikoval dílo o starověkých bitvách, které pak bylo spolu s jeho rukopisy nalezenými v pozůstalosti v roce 1880 vydáno pod názvem Études sur le Combat (Analýza bitev). Tyto „Studie starověkých a moderních bitev“ se rychle staly klasikou. Ardant du Picq se vydal zcela novou cestou vojenské analýzy a věnoval se mimo jiné bojové morálce a dalším psychologickým aspektům válčení.
Mezi jeho nejvýznamnější poznatky patří popis přímých střetů nepřátelských sil v bitvě a analýza strachu na bojišti. Dokázal, že jen ve velmi vzácných případech se oddíly řítící se proti sobě skutečně přímo střetly. Normálně jedna ze dvou stran přeruší útok dříve, než dojde ke srážce, a poté buď uteče nebo stojí na místě a čeká na příchod soupeře. Když se zastaví, stejný mechanismus zafunguje i na druhé straně; ta také přeruší útok a buď uteče, nebo čeká na další vývoj v bezpečné vzdálenosti, nebo přejde do boje pomalejším tempem. Z intenzivního studia pramenů a rozsáhlých písemných dotazníků ve francouzské armádě také dokázal, že k většině obětí v bitvě dochází, když se jedna strana dá na útěk. Na útěku se vojáci již nedokáží účinně chránit před pronásledovateli. V době palných zbraní pak lze za prchajícím nepřítelem vyslat řadu salv, aniž by se střelec musel starat o krytí. Přerušení útoku autor přisuzuje strachu vojáků, který se postupně šíří formací a nakonec se stává ochromujícím. Ardant du Picq tak je prvním vojenským teoretikem, který věnoval náležitou pozornost fenoménu strachu v boji, ba který se dokonce odvážil strach popsat a doporučit jej pozornosti vojenských vůdců.
Spisy Ardanta du Picqa přirozeně nejprve zapůsobily ve Francii, kde si však vzali k srdci především jeho analýzu boje střelnými zbraněmi a požadavek palebné převahy při útoku. V USA, zvláště po světových válkách a znovu během války ve Vietnamu, vzbudily velký zájem du Picqovy analýzy strachu v boji. Spolu s vyhodnocením výslechů německých válečných zajatců, které prokázaly význam malé bojové jednotky, vedly k přeorientování výcviku a organizace amerických ozbrojených sil.